# Уорикшър
Уорикшър (на английски: Warwickshire) е историческо, церемониално и административно графство в Централна Англия, регион Уест Мидландс. Граничи с графствата Западен Мидландс и Стафордшър на северозапад, с Лестършър на североизток, с Нортхамптъншър на изток, с Устършър на запад, с Оксфордшър на юг и с Глостършър на югозапад. Център на административното графство Уорикшър е град Уорик.

## Забележителности
Замъкът Уорик е величествен феодален замък с форма на правоъгълник с размери 75 на 105 м, стени високи 15 м и осем кули с височина 45 м. Уорик е най-изящният средновековен замък в страната. Намира се над река Ейвън. Сър Уолтър Скот го описва като най-величественото място в Англия. Първоначално построен, за да не допуска посетители, той е по-посещаван от всеки друг английски дом в частни ръце и е вторият по посещаемост замък след Уиндзор. Тук може да се види една от най-значимите европейски колекции от доспехи и оръжия, заедно с картини от майстори като Рубенс и Ван Дайк. Войнственият характер на замъка най-добре личи отвън, въпреки че е смекчен през 18 век от 60 акра земи, оформени от парк от Ланселот Браун, където се разхождат надуващи се пауни.